# مولاي أحمد الصابونجي
الأمين المرتضى الشريف مولاي أحمد الصابونجي (القرن 19 - 1934م)، هو شخصية سياسية مغربية، تولى عدة مناصب بالمراسي المغربية، وكلف بشؤون الممكة المغربية، في عهد السلطان عبد العزيز العلوي، وعُين عضوا في مجلس الأعيان ممثلا لمدينة سلا في العهد العزيزي وساهم مساهمة فعالة في الحركة الوطنية المغربية أيام الحماية الفرنسية على المغرب، وعُين عضوا بارزا في عريضة الإحتجاج ضد الظهير البربري.

## وفاته
توفي بتاريخ 23 ذو الحجة 1352 هـ /الموافق لعام 1934م ودفن بمدرسته المحبسة على التعليم الحربي درب لعلو بمدينة سلا.